# Oh Darling Yeh Hai India
Pour plus de détails, voir Fiche technique et Distribution.
Oh Darling, Yeh Hai India! ( Hindi : ओ डार्लिंग यह है इण्डिया ) est un film indien réalisé par Ketan Mehta, sorti en 1995. Il raconte l'histoire d'un couple de marginaux qui se rencontrent une nuit à Bombay, et se retrouvent aux prises avec un parrain mafieux diabolique qui désire vendre le pays aux enchères, à son propre profit. 
Après Maya Memsaab, Deepa Sahi et Shahrukh Khan sont à nouveau réunis dans cette satire surréaliste, tout à la fois comédie musicale, violente charge politique et conte philosophique. 

## Synopsis
Le film se déroule à Bombay durant une seule nuit. Un jeune homme et une belle de nuit se rencontrent. Ils décident de passer la nuit à s’amuser afin d’oublier leur vie triste. 
Parallèlement un gangster, Don Quixote, rêve de prendre le contrôle du Pays. Il kidnappe le président de l’Inde et le remplace par un sosie. Les deux jeunes gens sont témoins et tentent de s’interposer lorsque Don Quixote décide, par l’intermédiaire du sosie du président, de vendre l’Inde aux enchères.

## Fiche technique
- Titre : Oh Darling, Yeh Hai India! (ओ डार्लिंग यह है इण्डिया)
- Réalisation : Ketan Mehta
- Scénario : Deepa Sahi et Parvati Balgopalan, sur une histoire de Ketan Mehta
- Directeur artistique : Nitin Desai
- Costumes : Bhanu Athaiya, Gauri Khan, Monica Dutta, Troy D. Costa et Bhavna Mukadiwala
- Chorégraphies : Saroj Khan, Raju Khan, Farah Khan et Naved Jaffrey
- Photographie : W.B. Rao
- Montage : Jethu Mundal
- Musique : Ranjit Barot
- Production : Ketan Mehta
- Société de production : Ketan Mehta Films Pvt. Ltd.
- Pays d'origine :  Inde
- Langue originale : Hindi
- Format : Couleurs — 2,35:1 — 35 mm
- Genre : Comédie surréaliste
- Durée : 165 minutes (longueur : 4536,94 m)[4]
- Budget : 600 000 $[5]  (18,9 millions de roupies indiennes en août 1995)
- Revenu net : 610 000 $[6] (19,2 millions de roupies indiennes en août 1995) en Inde
- Date de sortie : 11 août 1995[7] en Inde

## Distribution
- Shahrukh Khan : Hero
- Deepa Sahi : Miss India
- Javed Jaffrey (en) : Prince of Don
- Anupam Kher : The President et ses sosies
- Amrish Puri : Don Quixote
- Tinnu Anand : le père de Miss India
- Paresh Rawal : un enchérisseur
- Kader Khan : un enchérisseur
- Sanjay Mishra : un saltimbanque

## Musique
La bande originale comprend onze chansons composées par Ranjit Barot sur des paroles de Ketan Mehta lui-même. D'une durée de 47 min 35 s, elle est sortie le 4 novembre 1994 distribuée par Venus Records & Tapes Pvt. Ltd. 
| No  | Titre                    | Chanteur(s)                                       | Durée |
| --- | ------------------------ | ------------------------------------------------- | ----- |
| 1.  | Aaja Aaja                | Antra Choudhary, Nusrat Laique, Hema Sardesai     | 2:39  |
| 2.  | Baap Re Baap             | Javed Jaffrey (en), Shankar Mahadevan             | 5:27  |
| 3.  | Chhoo le Ne De           | Shankar Mahadevan, Hema Sardesai                  | 5:24  |
| 4.  | Khullam Khulla           | Shankar Mahadevan, Hema Sardesai                  | 3:38  |
| 5.  | Main Hoon Kaun           | Vinod Rathod                                      | 3:30  |
| 6.  | Oh Darling Yeh Hai India | Shankar Mahadevan, Hema Sardesai, Raghuveer Yadav | 8:36  |
| 7.  | Par Mila                 | Shankar Mahadevan                                 | 3:59  |
| 8.  | Public Ko Hasao          | Sudesh Bhosle, Shankar Mahadevan                  | 3:57  |
| 9.  | Pyar Bechti Hoon         | Hema Sardesai                                     | 4:12  |
| 10. | Raat Hai Qayamat         | Shweta Shetty                                     | 3:24  |
| 11. | Tujhpe Marta Hoon        | Ranjit Barot, Alisha Chinoy                       | 2:58  |

## Autour du film
- Le film était annoncé depuis début 1993, mais le tournage n'a pu commencer que l'année suivante dans les Mehboob Studio de Bandra[9]. Les accusations d'être un film « anti-indien »[1], tout comme les menaces et les difficultés avec le comité de censure ont retardé sa sortie en salles qui été effectuée finalement en août 1995.

- La chanson titre a été interprétée sur scène par Shahrukh Khan, Deepa Sahi et Javed Jaffrey, en ouverture des Filmfare Awards 1993, le 31 mars 1993.

- Oh Darling, Yeh Hai India! a été boudé par le public, et qualifié par les analystes de la fréquentation comme un échec, voire comme un désastre[6].

## Vidéographie
- Inde : DVD : Toutes zones, hindi, sous-titres anglais - édité par Moserbaer  (EAN 0-985436-528949)
- Allemagne : DVD : Toutes zones, allemand hindi, sous-titres allemand - édité par Medienvertrieb in Buchholz  (EAN 4-260118-671066)